# Мърсед (река)
Вижте пояснителната страница за други значения на Мърсед.
Мърсед (на английски: Merced River) е река в западната част на САЩ, в щата Калифорния, десен приток на Сан Хоакин. Дължината ѝ е 233 km, а площта на водосборния басейн – 4470 km².
Река Мърсед се образува на 2404 m н.в., от сливането на две малки реки, водещи началото си от западния склон на планината Сиера Невада, в югоизточната част на Националния парк „Йосемити“. След образуването си тече на запад през Йосемитската долина в много дълбока (до 1800 m) и със стръмни склонове долина, като образува водопадите Невада Фол (178 m) и Върнал Фол (95 m). Преминава последователно през езерата Уошбърн, Мърсед и Макклур. След изтичането си от последното излиза от планините и пресича от изток на запад южната част на Централната калифорнийска долина. Влива се отдясно в река Сан Хоакин, от басейна на река Сакраменто.
Водосборният басейн на река Мърсед обхваща площ от 4470 km², като на север и юг той граничи съответно с водосборните басейни на реките Марипоса и Туолумне, десни притоци на .
Река Мърсед има предимно снежно подхранване с ясно изразено пълноводие през пролетта и лятото, а през зимата често приижда в резултат от поройни дъждове във водосборният ѝ басейн. Среден годишен отток при изтичането ѝ от езерото Макклур 33,6 m³/s, минимален 0,54 m³/s, максимален 2620 m³/s, а в устието – 21 m³/s, вследствие отклоняването на водите ѝ за напояване. По част от долината ѝ в горното течение преминава участък от Калифорнийски щатски път № 140, водещ към Националния парк „Йосемити“. По течението ѝ са разположени малките градове Ел Портал, Снелинг, Делхи, Ливингстън, Хилмар.